# Dysgonia leucogramma
Dysgonia leucogramma  là một loài bướm đêm thuộc họ Erebidae. Loài này có ở New Guinea.